# Horst Herold
Horst Herold (* 21. Oktober 1923 in Sonneberg, Thüringen; † 14. Dezember 2018 in Nürnberg) war ein deutscher Jurist und von 1971 bis 1981 Präsident des Bundeskriminalamts. In dieser Funktion wurde er zu einer Symbolfigur der Terrorismusbekämpfung in der Bundesrepublik der 1970er Jahre, insbesondere im Zusammenhang mit den Anschlägen der Rote Armee Fraktion (RAF). Unter seiner Leitung wurde die Rasterfahndung entwickelt.

## Leben
Herold wuchs in Pößneck auf, bis seine Familie 1930 nach Nürnberg zog. Im Zweiten Weltkrieg diente er als Leutnant im Panzerregiment der Panzergrenadier-Division „Großdeutschland“. Dort wurde er 1943 schwer verwundet und geriet am 9. Mai 1945 in Nordböhmen in sowjetische Kriegsgefangenschaft, aus der er fliehen konnte.
Nach dem Studium der Rechtswissenschaften von 1945 bis 1951 an der Universität Erlangen wurde Horst Herold im Bereich des Völkerrechts promoviert; das Thema seiner Dissertation von 1951 lautete Der fehlerhafte rechtsgeschäftliche Staatsakt im Völkerrecht.
Herold war ursprünglich links orientiert. Für ihn war der dialektische Materialismus der wahre Teil des Marxismus. Als Kind nahm er an der kommunistischen Jugendbewegung teil. Während seines Studiums war er Mitglied im Sozialistischen Deutschen Studentenbund (SDS) und aktiv in der außerparlamentarischen Bewegung gegen die deutsche Wiederbewaffnung. Er war SPD-Mitglied.

## Beruf
1952 wurde Horst Herold Gerichtsassessor bei der Staatsanwaltschaft am Landgericht Nürnberg-Fürth. 1953 erfolgte die Berufung zum Staatsanwalt. Sein Vorgesetzter war Hans Sachs. Ab 1964 wurde er Leiter der Nürnberger Kriminalpolizei. Bereits drei Jahre später nahm er die Position des Nürnberger Polizeipräsidenten ein. Von 1969 bis 1971 war Herold Mitglied einer Reformkommission zur Arbeit des Bundeskriminalamtes (BKA).
Am 1. September 1971 wurde er zum Präsidenten des Bundeskriminalamts (BKA) ernannt. In seiner Tätigkeit bis 1981 unterwarf er das BKA einem Reformprozess, der das BKA zum Aushängeschild der deutschen Polizei weltweit machen sollte. Insbesondere der Ausbau der technischen und personellen Ausstattung konnte von ihm erfolgreich vorangetrieben werden. Zugleich wurde damit, anders als vom historischen Gesetzgeber gedacht, die Zentralisierung der Kriminalpolizei in den Elementen der Kriminaltechnik, der eigenen kriminologischen Forschung und die Entwicklung neuer kriminalistischer Ansätze vollzogen.
Im Januar 1977 wurde Herold mit dem isländischen Falkenorden in der Ausprägung Kommandeur mit Stern geehrt, nachdem er der isländischen Polizei einen pensionierten BKA-Beamten vermittelt hatte, der dabei helfen sollte, den Fall Guðmundur und Geirfinnur aufzuklären. In diesem Fall wurden fünf Männer wegen Mordes verurteilt, die unter folterähnlichen Bedingungen zu Geständnissen gebracht worden waren. Im September 2018, 44 Jahre nach der vermeintlichen Tat, wurden alle Angeklagten vom isländischen Obersten Gerichtshof freigesprochen.
Unter der Leitung von Horst Herold wurde im Zuge des innenpolitischen Kampfes gegen den Terror der RAF die Rasterfahndung eingeführt. Horst Herold erläuterte das Vorgehen 1986 so:

„1979 unterhielt die RAF in Frankfurt am Main eine oder mehrere unter Falschnamen angemietete konspirative Wohnungen, die Polizei wußte nur nicht, wo. Da die Terroristen die Stromrechnung nicht von Konto zu Konto bezahlen konnten, war anzunehmen, daß ihre Falschnamen sich in der Gruppe derer befinden müßten, die ihre Stromrechnung bar bezahlen. Dies waren seinerzeit etwa 18000. Wie kann man die gesuchten Falschnamen der Terroristen aus einer solchen Menge herausfinden? Die Antwort ist einfach: indem man alle legalen Namensträger so lange aus der Menge der barzahlenden Stromkunden herauslöscht, bis nur noch die Träger von Falschnamen übriggeblieben sein können. Sonach wurden aus dem richterlich beschlagnahmten Magnetband aller barzahlenden Stromkunden alle Personen herausgelöscht, deren Namen als legale Namen feststanden: die gemeldeten Einwohner, die Kfz-Halter, die Rentner, die Bafög-Bezieher, die im Grundbuch verzeichneten Eigentümer, die Brandversicherten, die gesetzlich Krankenversicherten und so weiter – jede Datei mit Legalnamen kann als ‚Radiergummi‘ dienen. Erst dann, wenn anzunehmen ist, daß alle Legaldaten herausgelöscht sein könnten, wird der Restbestand des Magnetbandes ausgedruckt. Im Falle Frankfurt fanden sich am Ende der allerdings auch manuell unterstützten Prozedur nur noch zwei Falschnamen: der eines Rauschgifthändlers und der des gesuchten Terroristen Heißler, der in seiner dadurch ermittelten konspirativen Wohnung kurz darauf festgenommen wurde.“

## Ruhestand
Nach heftigen Meinungsverschiedenheiten mit dem ab 8. Juni 1978 amtierenden Bundesminister des Innern Gerhart Baum (FDP) beantragte Herold nach einem Herzinfarkt im September 1980 seine vorzeitige Pensionierung. Horst Herold wurde am 31. März 1981 im Alter von 57 Jahren in den vorzeitigen Ruhestand versetzt.
Sein Vorhaben, ein Buch über die Fahndung nach der RAF zu schreiben, scheiterte daran, dass Baum ihm die Akteneinsicht verwehrte. Weil sich die Polizeibehörden nicht in der Lage sahen, Herold ausreichend zu schützen, musste er danach seinen Wohnsitz von seinem Eigenheim in Nürnberg auf das Gelände einer damaligen BGS-Kaserne in Rosenheim verlegen, wo für ihn ein Fertighaus errichtet wurde. Die Kosten dafür musste er selbst tragen. Dort lebte er auch als Pensionär. In diesem Zusammenhang wird ihm das Zitat „Ich bin der letzte Gefangene der RAF“ zugeschrieben. Nach dem Tod seiner Frau kehrte er 2017 nach Nürnberg zurück. Herold starb im Dezember 2018 nach kurzer schwerer Krankheit im Alter von 95 Jahren.

## Auszeichnungen
- 1977: Kommandeur mit Stern des Falkenordens
- 1981: Großes Bundesverdienstkreuz mit Stern
- 1984: Bürgermedaille der Stadt Nürnberg, wo seine Karriere begonnen hatte.
- 2004: Großes Bundesverdienstkreuz mit Stern und Schulterband

## Verfilmungen
- In dem TV-Doku-Drama Todesspiel (1997, Regie: Heinrich Breloer) über den Deutschen Herbst wurde Herold vom Schauspieler Dieter Mann verkörpert.
- In dem Film Baader (2002) wurde Herold (hier fiktionalisiert zu Kurt Krone) vom Schauspieler Vadim Glowna verkörpert.
- In dem Film Im Schatten der Macht (2003, Regie: Oliver Storz) wurde Herold vom Schauspieler Martin Lüttge verkörpert.
- In dem Film Der Baader Meinhof Komplex (2008, Regie Uli Edel nach einem Buch von Stefan Aust) wurde Herold vom Schauspieler Bruno Ganz verkörpert.

## Trivialkultur
Seine auf die damaligen Terroristen der RAF und der Bewegung 2. Juni gemünzte Ankündigung „Wir kriegen sie alle“ wurde mehrmals künstlerisch verarbeitet, unter anderem zu hören auf dem „Verschwende Deine Jugend“-Sampler („Horst Herold – Wir kriegen euch alle“), auf dem „Gang nach Canossa II“-Sampler („D.Werk – Wir kriegen sie alle“) und als Endlosrille auf der LP Amok Koma der Gruppe Abwärts.